# Maria Krasna
Maria Krasna (* 14. Mai 1909 in Krasnoschora, Österreich-Ungarn, heute Ukraine; † 7. Juli 2011 in Berlin; Ehename Maria Blöcker) war eine deutsche Schauspielerin und Hörspielsprecherin.

## Leben
Maria Krasna, die als Charakterdarstellerin an vielen Bühnen zu sehen war, trat in Film und Fernsehen eher selten als Schauspielerin in Erscheinung. Am bekanntesten ist hier die Rolle der Frau Sittic in der Serie Teufels Großmutter. Sie war außerdem zu sehen in Das Bad auf der Tenne (1956), Gestehen Sie, Dr. Corda! (1958), Unser Wunderland bei Nacht (1959), Die Geburtstagsfeier (1961), Gesundheit (1978), Komm doch mit nach Monte Carlo (1981) oder in Novembermond (1985).
Krasna wurde durch ihre älter klingende Stimme in kommerziellen Hörspielserien wie mehrmals in der Grimms-Märchen-Reihe von Kiosk, in Benjamin Blümchen oder in Bibi Blocksberg als die erste Stimme von Mania bekannt, die danach von Tilly Lauenstein und später von Luise Lunow übernommen wurde.

## Persönliches
Maria Krasna lebte in Berlin-Steglitz. Sie war mit dem Journalisten und Schriftsteller Günter Blöcker von 1937 bis zu seinem Tod im Januar 2006 verheiratet und hatte zwei Kinder.
Im Juli 2011 starb Maria Krasna in Berlin im Alter von 102 Jahren.

## Filmografie
- 1956: Das Bad auf der Tenne
- 1958: Gestehen Sie, Dr. Corda!
- 1959: Unser Wunderland bei Nacht
- 1959: Macht der Finsternis (TV)
- 1961: Die Geburtstagsfeier (TV)
- 1978: Gesundheit (TV)
- 1978: Wenn die Liebe hinfällt (TV-Serie)
- 1979: Der Tote bin ich
- 1979: Tatort: Gefährliche Träume
- 1981: Komm doch mit nach Monte Carlo
- 1985: Fritz Golgowsky
- 1985: Novembermond
- 1985: Teufels Großmutter (TV-Serie, drei Folgen)
- 1986: Ein Heim für Tiere (TV-Serie, eine Folge)
- 1986: Ein heikler Fall (TV-Serie, eine Folge)
- 1996: Tatort: Tod im Jaguar
- 2009: Dinosaurier – Gegen uns seht ihr alt aus!

## Hörspiele
- Benjamin Blümchen als Briefträger (12) als Frau Apfelberger
- Benjamin Blümchen als Lokomotivführer (34) als Frau Meier
- Eigentlich bin ich stumm (WDR-Hörspiel) als Frau Wascha
- Bibi Blocksberg auf dem Hexenberg (18) als Mania
- Verteidigung eines Totengräbers
- Malva (SWF-Hörspiel) als Mutter
- Die Negativkopie (WDR), 1983 (Hörspiel nach Graham Blackett)
- Grimms Märchen (Kiosk) – Brüderchen und Schwesterchen/Die sieben Raben als Stiefmutter
- Häuser (SDR und SWF)
- Grimms Märchen (Kiosk) – Sterntaler/Der Teufel mit den drei goldenen Haaren als Großmutter
- Grimms Märchen (Kiosk) – Das tapfere Schneiderlein/Frau Holle als Frau Holle
- Der Tierplanet (WDR-Hörspiel)
- Untergetaucht (WDR-Hörspiel) als Frau Jonas
- Ein Geschäft mit Träumen als alte Dame
- Der dritte Engel (SDR-Hörspiel) als Mrs Cleaver
- Die erlöste Oma – Eine Alltagsgeschichte (Kinderhörspiel)[4]
- Der Delphin (RIAS), 1953
- Der Drachentöter (NDR/SWF-Hörspiel) von Margarete Jehn, Erstsendung am 20. November 1965
- Grüner Plüsch und Papierblumen von Ivor Gould, 1967
- Untergetaucht (WDR), 1977
- Sizilianische Vesper (WDR), 1980
- Zellengenossen (WDR), 1982